# توم مولر (مهندس)
توم مولر (بالإنجليزية: Thomas Mueller)‏ هو مهندس أمريكي، ولد في أكتوبر 1963 في ساينت ماريس في الولايات المتحدة.